# Liste des matchs de l'équipe du Mali de football par adversaire

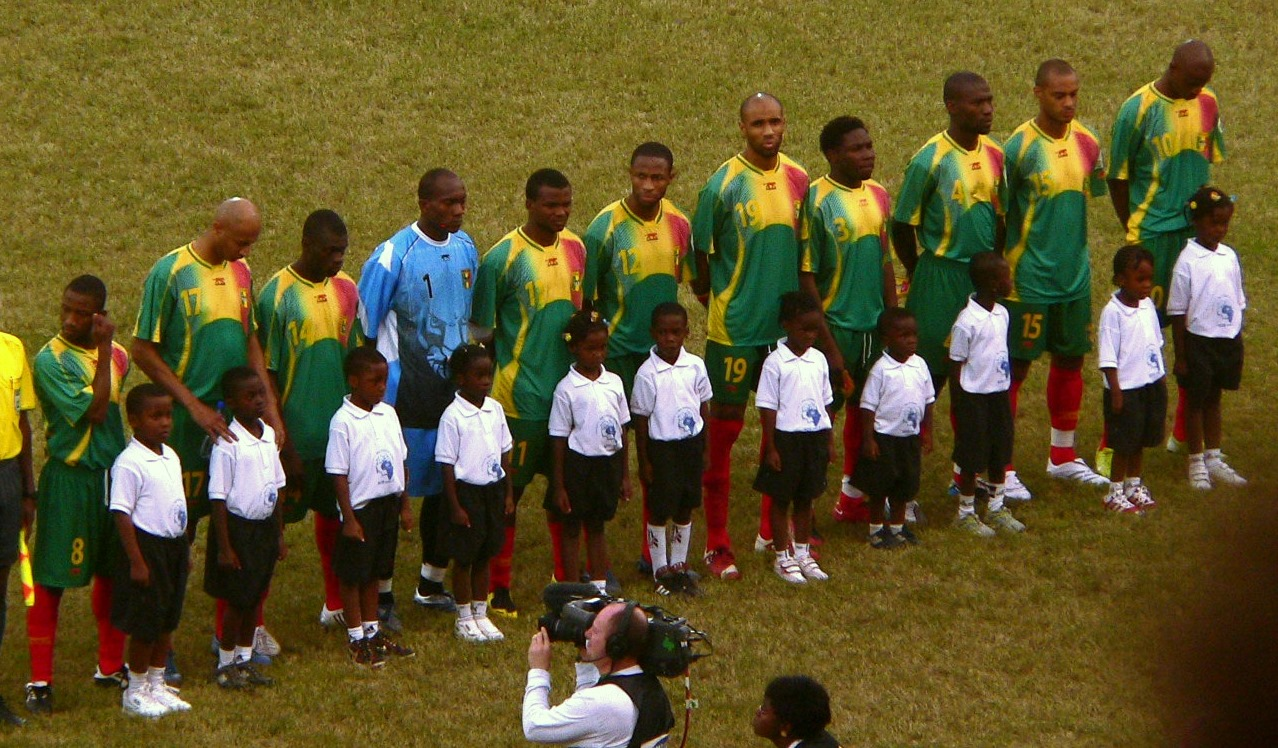
l'équipe de football du Mali.

Cette liste présente les matchs de l'équipe du Mali de football par adversaire rencontré.
- Haut – A
- B
- C
- D
- E
- F
- G
- H
- I
- J
- K
- L
- M
- N
- O
- P
- Q
- R
- S
- T
- U
- V
- W
- X
- Y
- Z

## A

### Algérie
| Date              | Lieu                             | Match          | Score | Compétition                  |
| 23 juillet 1965   | Brazzaville, République du Congo | Algérie - Mali | 1-2   | Jeux africains               |
| 5 février 1967    | Bamako, Mali                     | Mali - Algérie | 0-3   | éliminatoires de la CAN      |
| 12 mars 1967      | Bamako, Mali                     | Algérie - Mali | 1-0   | éliminatoires de la CAN      |
| 10 avril 1981     | Alger, Algérie                   | Algérie - Mali | 5-1   | éliminatoires de la CAN      |
| 19 avril 1981     | Bamako, Mali                     | Mali - Algérie | 3-0   | éliminatoires de la CAN      |
| 11 novembre 1988  | Alger, Algérie                   | Algérie - Mali | 7-0   | amical                       |
| 12 janvier 1990   | Alger, Algérie                   | Algérie - Mali | 5-0   | amical                       |
| 21 octobre 1995   | Bamako, Mali                     | Mali - Algérie | 0-2   | amical                       |
| 25 janvier 1997   | Bamako, Mali                     | Mali - Algérie | 1-0   | éliminatoires de la CAN      |
| 11 juillet 1997   | Alger, Algérie                   | Algérie - Mali | 1-0   | éliminatoires de la CAN      |
| 26 janvier 2002   | Bamako, Mali                     | Mali - Algérie | 2-0   | phase finale de la CAN       |
| 15 janvier 2004   | Alger, Algérie                   | Algérie - Mali | 0-2   | amical                       |
| 12 juin 2005      | Arles, France                    | Mali - Algérie | 3-0   | amical                       |
| 27 novembre 2007  | Rouen, France                    | Algérie - Mali | 3-2   | amical                       |
| 18 novembre 2008  | Rouen, France                    | Algérie - Mali | 1-1   | amical                       |
| 10 septembre 2014 | Alger, Algérie                   | Mali - Algérie | 0-1   | phase finale de la CAN       |
| 15 novembre 2014  | Bamako , Mali                    | Mali - Algérie | 2-0   | Qualification de la CAN 2015 |

Bilan
- Total de matchs disputés : 17
- Victoires de l'équipe du Mali : 7
- Victoires de l'équipe d'Algérie : 9
- Match nul : 1

### Afrique de sud
| Date            | Place   | Match                  | Score    | Compétition                 |
| --------------- | ------- | ---------------------- | -------- | --------------------------- |
| 2 Fev 2013      | Durban  | Afrique de sud - Mali  | 1-1(1-3) | CAN 2013 (Quarts de finale) |
| 16 Janvier 2024 | Korhogo | Mali vs Afrique du Sud | 2-0      | CAN 2024 (Groupe E)         |

### Allemagne de l'Est
| Date            | Lieu           | Match        | Score | Compétition  |
| 26 février 2013 | Bamako ( Mali) | algérie-mali | 2-6   | Match amical |

Bilan
- Total de matchs disputés : 1
- Victoires de la RDA : 1
- Matchs nuls : 0
- Victoires du Mali : 0

### Angola

#### Confrontations
Confrontations entre le Mali et l'Angola en matches officiels :
|   | Date             | Lieu           | Match         | Score | Compétition                                                  |
| - | ---------------- | -------------- | ------------- | ----- | ------------------------------------------------------------ |
| 1 | 13 novembre 1994 | Bamako         | Mali - Angola | 0-0   | Qualifications à la Coupe d'Afrique des nations 1998 (gr. 6) |
| 2 | 4 juin 1995      | Luanda         | Angola - Mali | 1-0   | Qualifications à la Coupe d'Afrique des nations 1998 (gr. 6) |
| 3 | 11 février 2009  | Bois-Guillaume | Angola - Mali | 0-4   | Match amical                                                 |
| 4 | 10 janvier 2010  | Luanda         | Angola - Mali | 4-4   | Coupe d'Afrique des nations 2010 (gr. A)                     |
| 5 | 2 juillet 2019   | Ismaïlia       | Angola - Mali | 0-1   | Coupe d'Afrique des nations 2019 (gr. E)                     |

#### Bilan
Au 4 juillet 2019 :
- Total de matchs disputés : 5
- Victoires du Mali : 2
- Matchs nuls : 2
- Victoires de l'Angola : 1
- Total de buts marqués par le Mali : 9
- Total de buts marqués par l'Angola : 5

## Burkina Faso
| Date        | Lieu    | Match                | Score | Compétition    |
| ----------- | ------- | -------------------- | ----- | -------------- |
| 30 JAN 2024 | Korhogo | Mali vs Burkina Faso | 2-1   | Can 2024 (1/8) |

## C

### Corée du Nord
| Date             | Lieu | Match                | Score | Compétition  |
| 27 décembre 2009 | Doha | Corée du Nord - Mali | 1 - 0 | Match amical |

Bilan
- Total de matchs disputés : 1
- Victoires de l'Équipe de Corée du Nord : 1
- Victoires de l'Équipe de Mali : 0
- Matchs nuls : 0

### Côte d'Ivoire

#### Confrontations
Confrontations entre le Mali et la Côte d'Ivoire en matches officiels :
|    | Date             | Lieu               | Match                | Score | Compétition                                                     |
| -- | ---------------- | ------------------ | -------------------- | ----- | --------------------------------------------------------------- |
| 1  | 8 octobre 1969   | Bamako             | Mali - Côte d'Ivoire | 0-0   | Qualifications à la Coupe d'Afrique des nations 1970 (2e tour)  |
| 2  | 22 octobre 1969  | Abidjan            | Côte d'Ivoire - Mali | 4-0   | Qualifications à la Coupe d'Afrique des nations 1970 (2e tour)  |
| 3  | 9 janvier 1983   | Abidjan            | Côte d'Ivoire - Mali | 0-1   | Match amical                                                    |
| 4  | 17 avril 1983    | Bamako             | Mali - Côte d'Ivoire | 1-2   | Match amical                                                    |
| 5  | 15 décembre 1983 | Abidjan            | Côte d'Ivoire - Mali | 1-1   | Coupe CEDEAO 1983 (demi-finale)                                 |
| 6  | 29 janvier 1984  | Abidjan            | Côte d'Ivoire - Mali | 4-1   | Match amical                                                    |
| 7  | 31 mars 1985     | Abidjan            | Côte d'Ivoire - Mali | 6-0   | Qualifications à la Coupe d'Afrique des nations 1986 (1er tour) |
| 8  | 14 avril 1985    | Bamako             | Mali - Côte d'Ivoire | 1-1   | Qualifications à la Coupe d'Afrique des nations 1986 (1er tour) |
| 9  | 16 juillet 1989  | Bamako             | Mali - Côte d'Ivoire | 2-2   | Qualifications à la Coupe d'Afrique des nations 1990 (2e tour)  |
| 10 | 30 juillet 1989  | Abidjan            | Côte d'Ivoire - Mali | 3-1   | Qualifications à la Coupe d'Afrique des nations 1990 (2e tour)  |
| 11 | 19 décembre 1993 | Bamako             | Mali - Côte d'Ivoire | 0-1   | Match amical                                                    |
| 12 | 10 avril 1994    | Tunis              | Mali - Côte d'Ivoire | 1-3   | Coupe d'Afrique des nations 1994 (match pour la 3e place)       |
| 13 | 7 août 1994      | Abidjan            | Côte d'Ivoire - Mali | 2-1   | Match amical                                                    |
| 14 | 13 mai 1995      | Abidjan            | Côte d'Ivoire - Mali | 0-1   | Match amical                                                    |
| 15 | 23 juillet 1995  | Bamako             | Mali - Côte d'Ivoire | 2-2   | Match amical                                                    |
| 16 | 9 décembre 1995  | Bouaké             | Côte d'Ivoire - Mali | 2-1   | Match amical                                                    |
| 17 | 23 février 1997  | Bamako             | Mali - Côte d'Ivoire | 1-2   | Qualifications à la Coupe d'Afrique des nations 1998 (gr. 2)    |
| 18 | 27 juillet 1997  | Bouaké             | Côte d'Ivoire - Mali | 4-2   | Qualifications à la Coupe d'Afrique des nations 1998 (gr. 2)    |
| 19 | 4 octobre 1998   | Bamako             | Mali - Côte d'Ivoire | 0-1   | Qualifications à la Coupe d'Afrique des nations 2000 (gr. 3)    |
| 20 | 20 juin 1999     | Abidjan            | Côte d'Ivoire - Mali | 0-0   | Qualifications à la Coupe d'Afrique des nations 2000 (gr. 3)    |
| 21 | 5 décembre 2001  | Sikasso            | Mali - Côte d'Ivoire | 0-3   | Match amical                                                    |
| 22 | 29 janvier 2008  | Accra              | Côte d'Ivoire - Mali | 3-0   | Coupe d'Afrique des nations 2008 (gr. B)                        |
| 23 | 6 février 2011   | Omdourman          | Côte d'Ivoire - Mali | 1-0   | Championnat d'Afrique des nations 2011 (gr. C)                  |
| 24 | 8 février 2011   | Valence            | Mali - Côte d'Ivoire | 0-1   | Match amical                                                    |
| 25 | 8 février 2012   | Libreville         | Mali - Côte d'Ivoire | 0-1   | Coupe d'Afrique des nations 2012 (demi-finale)                  |
| 26 | 27 mai 2012      | Saint-Leu-la-Forêt | Côte d'Ivoire - Mali | 2-1   | Match amical                                                    |
| 27 | 24 janvier 2015  | Malabo             | Côte d'Ivoire - Mali | 1-1   | Coupe d'Afrique des nations 2015 (gr. D)                        |
| 28 | 4 février 2016   | Kigali             | Mali - Côte d'Ivoire | 1-0   | Championnat d'Afrique des nations 2016 (demi-finale)            |
| 29 | 8 octobre 2016   | Bouaké             | Côte d'Ivoire - Mali | 3-1   | Éliminatoires de la Coupe du monde 2018 (zone Afrique, gr. C)   |
| 30 | 6 octobre 2017   | Bamako             | Mali - Côte d'Ivoire | 0-0   | Éliminatoires de la Coupe du monde 2018 (zone Afrique, gr. C)   |
| 31 | 8 juillet 2019   | Suez               | Mali - Côte d'Ivoire | 0-1   | Coupe d'Afrique des nations 2019 (1/8 de finale)                |
| 32 | 3 Février 2024   | Bouaké             | Mali - Côte d'Ivoire | 1-2   | CAN 2024 (1/4 De Finale)                                        |

#### Bilan
- Total de matchs disputés : 32
- Victoires du Mali : 3
- Matchs nuls : 8
- Victoires de la Côte d'Ivoire : 21
- Total de buts marqués par le Mali : 22
- Total de buts marqués par la Côte d'Ivoire : 58

## G

### Guinée Équatoriale
| Date            | Lieu   | Match                     | Score     | Compétition                   |
| --------------- | ------ | ------------------------- | --------- | ----------------------------- |
| 25 Mars 2016    | Bamako | Mali - Guinée Équatoriale | 1-0       | Africa Cup 2017 Qualification |
| 28 Mars 2016    | Malabo | Guinée Équatoriale - Mali | 0-1       | Africa Cup 2017 Qualification |
| 26 Janvier 2022 | Limbé  | Mali - Guinée Équatoriale | 0-0 (5-6) | Africa Cup 2022 (8de Finale)  |

## M

### Maroc

#### Confrontations
Confrontations entre le Maroc et le Mali :
|    | Date               | Lieu       | Match        | Score | Compétition                                                     |
| -- | ------------------ | ---------- | ------------ | ----- | --------------------------------------------------------------- |
| 1  | 10 avril 1983      | Casablanca | Maroc - Mali | 4-0   | Qualifications à la Coupe d'Afrique des nations 1984 (1er tour) |
| 2  | 24 avril 1983      | Bamako     | Mali - Maroc | 2-0   | Qualifications à la Coupe d'Afrique des nations 1984 (1er tour) |
| 3  | 9 avril 1989       | Bamako     | Mali - Maroc | 0-0   | Qualifications à la Coupe d'Afrique des nations 1990 (1er tour) |
| 4  | 23 avril 1989      | Marrakech  | Maroc - Mali | 1-1   | Qualifications à la Coupe d'Afrique des nations 1990 (1er tour) |
| 5  | 4 octobre 1992     | Bamako     | Mali - Maroc | 2-1   | Qualifications à la Coupe d'Afrique des nations 1994 (gr. 8)    |
| 6  | 25 avril 1993      | Casablanca | Maroc - Mali | 1-0   | Qualifications à la Coupe d'Afrique des nations 1994 (gr. 8)    |
| 7  | 15 septembre 1993  | Casablanca | Maroc - Mali | 3-0   | Match amical                                                    |
| 8  | 23 mars 1995       | Casablanca | Maroc - Mali | 3-0   | Match amical                                                    |
| 9  | 15 novembre 1995   | Rabat      | Maroc - Mali | 2-0   | Match amical                                                    |
| 10 | 20 novembre 2002   | Rabat      | Maroc - Mali | 1-3   | Match amical                                                    |
| 11 | 19 novembre 2003   | Meknès     | Maroc - Mali | 0-1   | Match amical                                                    |
| 12 | 11 février 2004    | Sousse     | Maroc - Mali | 4-0   | Coupe d'Afrique des nations 2004 (demi-finale)                  |
| 13 | 28 mai 2004        | Bamako     | Mali - Maroc | 0-0   | Match amical                                                    |
| 14 | 28 mai 2006        | Colombes   | Maroc - Mali | 0-1   | Match amical                                                    |
| 15 | 6 mars 2013        | Marrakech  | Maroc - Mali | 3-0   | Match amical                                                    |
| 16 | 1er septembre 2017 | Rabat      | Maroc - Mali | 6-0   | Éliminatoires de la Coupe du monde 2018 (zone Afrique, gr. C)   |
| 17 | 5 septembre 2017   | Bamako     | Mali - Maroc | 0-0   | Éliminatoires de la Coupe du monde 2018 (zone Afrique, gr. C)   |

#### Bilan
Au 22 avril 2019 vdgh:
- Total de matchs disputés : 17
- Victoires de l'équipe du Maroc : 8
- Victoires de l'équipe du Mali : 5
- Matchs nuls : 4
- Total de buts marqués par le Maroc : 28
- Total de buts marqués par le Mali : 11

### Mauritanie

#### Confrontations
Confrontations entre le Mali et la Mauritanie en matches officiels :
|    | Date              | Lieu       | Match             | Score | Compétition                                                                  |
| -- | ----------------- | ---------- | ----------------- | ----- | ---------------------------------------------------------------------------- |
| 1  | 12 janvier 1979   | Bissau     | Mali - Mauritanie | 4-2   | Coupe Amílcar Cabral 1979 (en) (gr. A)                                       |
| 2  | 12 février 1980   | Banjul     | Mauritanie - Mali | 1-0   | Coupe Amílcar Cabral 1980 (en) (gr. B)                                       |
| 3  | 28 septembre 1980 | Bamako     | Mali - Mauritanie | 2-0   | Qualifications à la Coupe d'Afrique des nations 1982 (tour préliminaire)     |
| 4  | 12 octobre 1980   | Nouakchott | Mauritanie - Mali | 2-1   | Qualifications à la Coupe d'Afrique des nations 1982 (tour préliminaire)     |
| 5  | 2 février 1981    | Bamako     | Mali - Mauritanie | 2-0   | Coupe Amílcar Cabral 1981 (en) (gr. A)                                       |
| 6  | 11 février 1982   | Praia      | Mali - Mauritanie | 4-0   | Coupe Amílcar Cabral 1982 (en) (gr. A)                                       |
| 7  | 24 juillet 1983   | Nouakchott | Mauritanie - Mali | 0-2   | Coupe Amílcar Cabral 1983 (en) (gr. A)                                       |
| 8  | 28 juillet 1983   | Nouakchott | Mauritanie - Mali | 0-2   | Coupe Amílcar Cabral 1983 (en) (match pour la 3e place)                      |
| 9  | 9 février 1984    | Freetown   | Mali - Mauritanie | 1-0   | Coupe Amílcar Cabral 1984 (en) (gr. B)                                       |
| 10 | 12 février 1985   | Banjul     | Mali - Mauritanie | 3-0   | Coupe Amílcar Cabral 1985 (en) (gr. B)                                       |
| 11 | 26 février 1987   | Conakry    | Mali - Mauritanie | 1-0   | Coupe Amílcar Cabral 1987 (en) (gr. A)                                       |
| 12 | 3 mai 1988        | Bissau     | Mali - Mauritanie | 2-2   | Coupe Amílcar Cabral 1988 (en) (gr. A)                                       |
| 13 | 1er décembre 1993 | Freetown   | Mali - Mauritanie | 0-0   | Coupe Amílcar Cabral 1993 (en) (gr. A)                                       |
| 14 | 9 janvier 1994    | Nouakchott | Mauritanie - Mali | 1-3   | Match amical                                                                 |
| 15 | 25 décembre 1994  | Bamako     | Mali - Mauritanie | 0-0   | Match amical                                                                 |
| 16 | 29 décembre 1994  | Bamako     | Mali - Mauritanie | 0-0   | Match amical                                                                 |
| 17 | 2 janvier 1995    | Bamako     | Mali - Mauritanie | 0-1   | Match amical                                                                 |
| 18 | 21 novembre 1995  | Nouakchott | Mauritanie - Mali | 3-1   | Coupe Amílcar Cabral 1995 (en) (gr. A)                                       |
| 19 | 13 novembre 1997  | Bamako     | Mali - Mauritanie | 3-1   | Match amical                                                                 |
| 20 | 15 novembre 1997  | Bamako     | Mali - Mauritanie | 3-0   | Match amical                                                                 |
| 21 | 9 mai 2000        | Praia      | Mali - Mauritanie | 2-2   | Coupe Amílcar Cabral 2000 (gr. B)                                            |
| 22 | 3 novembre 2001   | Bamako     | Mali - Mauritanie | 3-2   | Coupe Amílcar Cabral 2001 (en) (gr. A)                                       |
| 23 | 2 octobre 2002    | Bamako     | Mali - Mauritanie | 2-0   | Match amical                                                                 |
| 24 | 18 octobre 2015   | Bamako     | Mali - Mauritanie | 2-1   | Qualifications au Championnat d'Afrique des nations 2016 (en) (zone Ouest A) |
| 25 | 24 octobre 2015   | Nouakchott | Mauritanie - Mali | 1-1   | Qualifications au Championnat d'Afrique des nations 2016 (en) (zone Ouest A) |
| 26 | 12 août 2017      | Nouakchott | Mauritanie - Mali | 2-2   | Qualifications au Championnat d'Afrique des nations 2018 (zone Ouest A)      |
| 27 | 19 août 2017      | Bamako     | Mali - Mauritanie | 0-1   | Qualifications au Championnat d'Afrique des nations 2018 (zone Ouest A)      |
| 28 | 24 juin 2019      | Suez       | Mali - Mauritanie | 4-1   | Coupe d'Afrique des nations 2019 (gr. E)                                     |
| 29 | 20 Janvier 2022   | Douala     | Mali - Mauritanie | 2-0   | CAN 2022 (gr. F)                                                             |

#### Bilan
- Total de matchs disputés : 29
- Victoires du Mali : 17
- Matchs nuls : 7
- Victoires de la Mauritanie : 5
- Total de buts marqués par le Mali : 52
- Total de buts marqués par la Mauritanie : 23

### Namibie
| Date             | Place    | Match           | Score | Comp                   |
| ---------------- | -------- | --------------- | ----- | ---------------------- |
| 13 Novembre 2020 | Douala   | Mali - Namibie  | 1-0   | CAN 2021 Qualification |
| 17 Novembre 2020 | Windhoek | Namibie vs Mali | 1-2   | CAN 2021 Qualification |
| 24 Janvier 2024  | Korhogo  | Namibie vs Mali | 0-0   | CAN 2024 (Gr E)        |

## R

### République centrafricaine

#### Confrontations
Confrontations entre la République centrafricaine et le Mali :
|   | Date             | Lieu   | Match                            | Score | Compétition             |
| - | ---------------- | ------ | -------------------------------- | ----- | ----------------------- |
| 1 | 14 avril 1960    | Bangui | République centrafricaine - Mali | 3-4   | Match amical            |
| 2 | 20 Novembre 2023 | Kumasi | Mali / République centrafricaine | 1-1   | FIFA 2026 Qualification |
| 3 | 24 Mars 2025     | Bangui | République centrafricaine - Mali |       | FIFA 2026 Qualification |

#### Bilan
- Total de matchs disputés : 2
- Victoires de la République centrafricaine : 0
- Matchs nuls : 1
- Victoires du Mali : 1
- Total de buts marqués par la République centrafricaine :4
- Total de buts marqués par le Mali : 5

## S

### Sénégal
| Date              | Lieu               | Match          | Score             | Compétition                                    |
| 24 février 1963   | Kumasi             | Mali - Sénégal | 3-1               | Tournoi d'Afrique de l'Ouest (Demi-finale)     |
| 7 mars 1965       | Dakar              | Sénégal - Mali | 3-0               | Qualifications pour les Jeux africains de 1965 |
| 14 mars 1965      | Dakar              | Mali - Sénégal | 4-0               | Qualifications pour les Jeux africains de 1965 |
| 18 avril 1965     | Dakar              | Mali - Sénégal | 0-2               | Qualifications pour la CAN 1965                |
| 5 mai 1965        | Dakar              | Sénégal - Mali | 3-1               | Qualifications pour la CAN 1965                |
| 2 septembre 1967  | Dakar              | Sénégal - Mali | 1-1               | Match amical                                   |
| 19 décembre 1971  | Dakar              | Sénégal - Mali | 4-1               | Match amical                                   |
| 5 octobre 1972    | Dakar              | Sénégal - Mali | 1-1               | Qualifications pour les Jeux africains de 1973 |
| 16 février 1975   | Bamako             | Mali - Sénégal | 2-1               | Match amical                                   |
| 14 janvier 1979   | Bissau             | Sénégal - Mali | 1-0               | Coupe Amílcar Cabral 1979 (Finale)             |
| 10 mars 1979      | Dakar              | Sénégal - Mali | 2-1               | Match amical                                   |
| 25 mars 1979      | Bamako             | Mali - Sénégal | 2-1               | Match amical                                   |
| 10 février 1980   | Banjul             | Mali - Sénégal | 1-0               | Coupe Amílcar Cabral 1980 (1er tour)           |
| 17 février 1982   | Praia              | Sénégal - Mali | 1-0               | Coupe Amílcar Cabral 1982 (Demi-finale)        |
| 27 juillet 1983   | Nouakchott         | Sénégal - Mali | 2-1               | Coupe Amílcar Cabral 1983 (Demi-finale)        |
| 2 février 1984    | Abidjan            | Sénégal - Mali | 2-2               | Tournoi d'Abidjan (1er tour)                   |
| 11 février 1984   | Freetown           | Mali - Sénégal | 1-0               | Coupe Amílcar Cabral 1984 (1er tour)           |
| 16 février 1985   | Banjul             | Sénégal - Mali | 2-2               | Coupe Amílcar Cabral 1985 (1er tour)           |
| 5 février 1986    | Dakar              | Sénégal - Mali | 1-0               | Coupe Amílcar Cabral 1986 (1er tour)           |
| 5 mai 1988        | Bissau             | Mali - Sénégal | 1-1 ap. (tàb 6-5) | Coupe Amílcar Cabral 1988 (demi-finale)        |
| 27 mai 1989       | Bamako             | Sénégal - Mali | 2-2               | Coupe Amílcar Cabral 1989 (1er tour)           |
| 20 juin 1993      | Bamako             | Mali - Sénégal | 0-2               | Match amical                                   |
| 27 novembre 1993  | Freetown           | Mali - Sénégal | 1-0               | Coupe Amílcar Cabral 1993 (1er tour)           |
| 23 janvier 1994   | Bamako             | Mali - Sénégal | 1-0               | Match amical                                   |
| 30 janvier 1994   | Dakar              | Sénégal - Mali | 0-0               | Match amical                                   |
| 15 septembre 1996 | Dakar              | Sénégal - Mali | 1-0               | Match amical                                   |
| 12 janvier 1997   | Bamako             | Mali - Sénégal | 0-0               | Match amical                                   |
| 16 février 1997   | Dakar              | Sénégal - Mali | 1-1               | Match amical                                   |
| 19 novembre 1997  | Dakar              | Sénégal - Mali | 1-2               | Match amical                                   |
| 7 décembre 1997   | Banjul             | Mali - Sénégal | 1-0               | Coupe Amílcar Cabral 1997 (finale)             |
| 26 juillet 1998   | Dakar              | Sénégal - Mali | 3-1               | Match amical                                   |
| 1er juin 1999     | Bamako             | Mali - Sénégal | 1-1               | Match amical                                   |
| 11 mai 2000       | Praia              | Sénégal - Mali | 2-2 ap. (tàb 3-2) | Coupe Amílcar Cabral 2000 (demi-finale)        |
| 4 février 2001    | Dakar              | Sénégal - Mali | 1-0               | Match amical                                   |
| 2 février 2004    | Tunis              | Sénégal - Mali | 1-1               | CAN 2004 (1ertour)                             |
| 5 septembre 2004  | Bamako             | Mali - Sénégal | 2-2               | Qualifications pour la coupe du monde 2006     |
| 8 octobre 2005    | Dakar              | Sénégal - Mali | 3-0               | Qualifications pour la coupe du monde 2006     |
| 17 novembre 2007  | Colombes           | Mali - Sénégal | 2-3               | Match amical                                   |
| 5 mars 2014       | Saint-Leu-la-Forêt | Sénégal - Mali | 1-1               | Match amical                                   |
| 6 août 2017       | Dakar              | Sénégal - Mali | 1-1               | Match amical                                   |
| 26 mars 2019      | Dakar              | Sénégal - Mali | 2-1               | Match amical                                   |

Bilan
- Total de matchs disputés : 41
- Victoires de l'équipe du Sénégal : 16
- Victoires de l'équipe du Mali : 10
- Matchs nuls : 15

### Seychelles
| Date            | Lieu                 | Match             | Score | Compétition                                          |
| 13 octobre 2002 | Bamako, Mali         | Mali - Seychelles | 3-0   | Qualifications à la Coupe d'Afrique des nations 2004 |
| 5 juillet 2003  | Victoria, Seychelles | Seychelles - Mali | 0-2   | Qualifications à la Coupe d'Afrique des nations 2004 |

### Sierra Leone

#### Confrontations
Confrontations entre la Sierra Leone et le Mali :
|    | Date              | Lieu       | Match               | Score           | Compétition                                                     |
| -- | ----------------- | ---------- | ------------------- | --------------- | --------------------------------------------------------------- |
| 1  | 16 septembre 1973 | Freetown   | Sierra Leone - Mali | 1-1             | Qualifications à la Coupe d'Afrique des nations 1974 (1er tour) |
| 2  | 30 septembre 1973 | Bamako     | Mali - Sierra Leone | 4-2             | Qualifications à la Coupe d'Afrique des nations 1974 (1er tour) |
| 3  | 21 juillet 1983   | Nouakchott | Mali - Sierra Leone | 3-1             | Coupe Amílcar Cabral 1983 (en) (gr. A)                          |
| 4  | 16 février 1984   | Freetown   | Sierra Leone - Mali | 0-0 (tab : 4-2) | Coupe Amílcar Cabral 1984 (en) (demi-finale)                    |
| 5  | 1er mars 1987     | Conakry    | Mali - Sierra Leone | 0-0 (tab : 4-1) | Coupe Amílcar Cabral 1987 (en) (demi-finale)                    |
| 6  | 2 juin 1989       | Bamako     | Mali - Sierra Leone | 1-0             | Coupe Amílcar Cabral 1989 (en) (demi-finale)                    |
| 7  | 14 avril 1991     | Bamako     | Mali - Sierra Leone | 1-1             | Qualifications à la Coupe d'Afrique des nations 1992 (gr. 1)    |
| 8  | 28 juillet 1991   | Freetown   | Sierra Leone - Mali | 2-0             | Qualifications à la Coupe d'Afrique des nations 1992 (gr. 1)    |
| 9  | 26 novembre 1991  | Dakar      | Sierra Leone - Mali | 1-1             | Coupe Amílcar Cabral 1991 (gr. A)                               |
| 10 | 3 décembre 1993   | Freetown   | Sierra Leone - Mali | 2-0             | Coupe Amílcar Cabral 1993 (en) (demi-finale)                    |
| 11 | 3 décembre 1997   | Banjul     | Mali - Sierra Leone | 1-1             | Coupe Amílcar Cabral 1997 (en) (gr. B)                          |
| 12 | 3 septembre 2006  | Freetown   | Sierra Leone - Mali | 0-0             | Qualifications à la Coupe d'Afrique des nations 2008 (gr. 9)    |
| 13 | 17 juin 2007      | Bamako     | Mali - Sierra Leone | 6-0             | Qualifications à la Coupe d'Afrique des nations 2008 (gr. 9)    |
| 14 | 6 octobre 2019    | Thiès      | Mali - Sierra Leone | 1-0             | Coupe des nations de l'UFOA 2019 (es) (1/4 de finale)           |

#### Bilan
Au 22 novembre 2019 :
- Total de matchs disputés : 14
- Victoires de la Sierra Leone : 2
- Matchs nuls : 7
- Victoires du Mali : 5
- Total de buts marqués par la Sierra Leone : 10
- Total de buts marqués par le Mali : 18

### Soudan du Sud

#### Confrontations
Confrontations entre le Mali et le Soudan du Sud :
|   | Date             | Lieu   | Match                | Score | Compétition                                                  |
| - | ---------------- | ------ | -------------------- | ----- | ------------------------------------------------------------ |
| 1 | 13 juin 2015     | Bamako | Mali - Soudan du Sud | 2-0   | Qualifications à la Coupe d'Afrique des nations 2017 (gr. C) |
| 2 | 4 juin 2016      | Djouba | Soudan du Sud - Mali | 0-3   | Qualifications à la Coupe d'Afrique des nations 2017 (gr. C) |
| 3 | 9 septembre 2018 | Djouba | Soudan du Sud - Mali | 0-3   | Qualifications à la Coupe d'Afrique des nations 2019 (gr. C) |
| 4 | 23 mars 2019     | Bamako | Mali - Soudan du Sud | 3-0   | Qualifications à la Coupe d'Afrique des nations 2019 (gr. C) |

#### Bilan
Au 4 mai 2019 :
- Total de matchs disputés : 4
- Victoires du Mali : 4
- Matchs nuls : 0
- Victoires du Soudan du Sud : 0
- Total de buts marqués par le Mali : 11
- Total de buts marqués par le Soudan du Sud : 0

## Togo

### Tunisie

#### Confrontations
Confrontations entre le Mali et la Tunisie en matches officiels :
|    | Date            | Lieu     | Match          | Score | Compétition                                              |
| -- | --------------- | -------- | -------------- | ----- | -------------------------------------------------------- |
| 1  | 26 mars 1994    | Tunis    | Tunisie - Mali | 0-2   | Coupe d'Afrique des nations 1994 (gr. A)                 |
| 2  | 5 juillet 1997  | Radès    | Tunisie - Mali | 1-0   | Match amical                                             |
| 3  | 4 février 1998  | Bamako   | Mali - Tunisie | 0-1   | Match amical                                             |
| 4  | 28 avril 2004   | Sfax     | Tunisie - Mali | 1-0   | Match amical                                             |
| 5  | 16 août 2006    | Narbonne | Tunisie - Mali | 0-1   | Match amical                                             |
| 6  | 10 août 2011    | Monastir | Tunisie - Mali | 4-2   | Match amical                                             |
| 7  | 31 janvier 2016 | Kigali   | Tunisie - Mali | 1-2   | Championnat d'Afrique des nations 2016 (quart de finale) |
| 8  | 28 juin 2019    | Suez     | Tunisie - Mali | 1-1   | Coupe d'Afrique des nations 2019 (gr. E)                 |
| 9  | 15 juin 2021    | Radès    | Tunisie - Mali | 1-0   | Match amical                                             |
| 10 | 12 Janvier 2022 | Limbé    | Tunisie - Mali | 0-1   | Coupe d'Afrique des nations 2022 (Groupe F)              |
| 11 | 25 Mars 2022    | Bamako   | Mali - Tunisie | 0-1   | Éliminatoires de la Coupe du monde 2022                  |
| 12 | 29 Mars 2022    | Radès    | Tunisie - Mali | 0-0   | Éliminatoires de la Coupe du monde 2022                  |
| 13 | 20 Janvier 2024 | Korhogo  | Mali - Tunisie | 1-1   | CAN 2024 (gr. E)                                         |

#### Bilan
- Total de matchs disputés : 13
- Victoires du Mali : 4
- Matchs nuls : 3
- Victoires de la Tunisie : 6
- Total de buts marqués par le Mali : 10
- Total de buts marqués par la Tunisie : 12